# I-4
I-4 (Interstate 4) — межштатная автомагистраль в Соединённых Штатах Америки, длиной 132,30 мили (212,91 км), полностью расположенная в штате Флорида. Она соединяет I-275 в Тампе (27°57′54″ с. ш. 82°27′11″ з. д.) и I-95 в Дейтона-Бич (29°09′18″ с. ш. 81°04′34″ з. д.). Interstate 4 также имеет обозначение State Road 400 (Трасса 400 штата Флорида).
Interstate-4 в настоящее время располагает наименьшим порядковым номером из всех межштатных трасс.
Агломерацию Тампа-Лейклэнд-Орландо-Дейтона Бич часто называют коридором I-4 (англ. I-4 Corridor), поскольку Interstate-4 проходит через каждый из этих городов.